# This Is the New Shit
This Is the New Shit è il secondo singolo estratto dall'album The Golden Age of Grotesque del gruppo musicale statunitense Marilyn Manson. Si presenta con un suono nuovo molto elettronico, cosa possibilmente riferita all'arrivo del nuovo chitarrista Tim Sköld nella band e che ha dato l'idea al cantante Marilyn Manson per la sua esperienza con il gruppo tedesco industrial rock KMFDM. La canzone porta nel repertorio del gruppo un nuovo stile musicale caratterizzato dall'insieme di un ritmo industrial e di suoni in precedenza ignorati nei precedenti album di Manson.
La canzone è apparentemente un tentativo commerciale, ma in realtà manifesta una critica alla musica contemporanea, che il cantante definisce nella canzone "the new shit" (la nuova merda).
This is the New Shit, nella versione originale, viene usata come tema di apertura del film Hatchet del 2006, mentre la versione registrata con il gruppo Goldfrapp è usata come canzone di chiusura.

## Video musicale
Il video musicale è stato co-diretto da Manson e dai Croenworths e segue sia una performance di base della band sia la loro preparazione nei camerini. All'inizio, infatti, i componenti del gruppo arrivano in un grosso teatro in cui si vedono suonare davanti ad un gran pubblico. Dopodiché si può osservare a tratti la loro preparazione nei camerini, mentre alla fine la band suona su un palco, dapprima con i loro costumi comuni e successivamente, con dei passamontagna che presentano delle orecchie simili a quelle di Topolino. Le riprese sono state effettuate al Parc du Cinquantenaire (o Jubelpark) a Bruxels, in Belgio. Scene dell'AutoWorld e del Royal Museum of the Armed Forces and of Military History, che sono centro di interesse del parco, possono essere viste nel video. Per quanto riguarda il tipo di vettura utilizzato nelle riprese, è un Mercedes-Benz 770 model, inizialmente impiegato durante la Seconda Guerra Mondiale dagli ufficiali nazisti, incluso Adolf Hitler.

## Tracce
Versione UK
1. This is the New Shit (Album Version)
2. This is the New Shit (Marilyn Manson vs Goldfrapp)
3. Mind of a lunatic
4. This is the New Shit (Video)

Versione UE
1. This is the New Shit (Album Version)
2. This is the New Shit (Marilyn Manson vs Goldfrapp)
3. Baboon Rape Party
4. Mobscene (Video)